# Careproctus melanurus
Careproctus melanurus är en fiskart som beskrevs av Gilbert 1892. Careproctus melanurus ingår i släktet Careproctus och familjen Liparidae. Inga underarter finns listade.